# Masdevallia nijhuisiae
Masdevallia nijhuisiae är en orkidéart som beskrevs av Carlyle August Luer och Sijm. Masdevallia nijhuisiae ingår i släktet Masdevallia och familjen orkidéer. Inga underarter finns listade i Catalogue of Life.